# Красунчик 2
«Красунчик 2», або «Двовухі курчата» (нім. Zweiohrküken) — кінокомедія 2009 року.

## Сюжет
Пройшло 2 роки після подій першої частини. Головні герої — Лудо і Анна — живуть разом. Настали будні. Пристрасть Лудо стихла, Ганна почала ревнувати, з повним правом, тим більше, що він почав поглядати наліво. А Лудо, настільки ж справедливо, почав злитися на те, що Анна намагається його контролювати. Як на зло точно в цей час з'являється колишня дівчина Лудо. Раптово свобода починає подобатися Лудо все менше і менше.